# 小倉神社 (和歌山市)
小倉神社（おぐらじんじゃ）は、和歌山県和歌山市にある神社である。

## 祭神
主祭神は伊弉諾命、伊弉册命、伊曽猛命、蛭子命、大日霊貴命。

## 歴史
旧社名蔵王権現社、明楽神社、明治四十二年に小倉神社と改名され、旧小倉之庄（金谷村、吐前村、大垣内村、満屋村、田中村）の総社にて、鎮座の由来は、坂上田村磨呂和州金峰大神勧請とあり、その後金峰山又は地形から亀甲山と言われていた。